# Lady Lynda
«Lady Lynda» es una canción escrita por Alan Jardine y Ron Altbach y grabada por The Beach Boys. Apareció en el álbum L.A. (Light Album) de 1979, en ese mismo año la canción fue editada en sencillo con "Full Sail" como lado B.

## Composición
La música de la introducción proviene del coral "Jesús, alegría de los hombres" de Johann Sebastian Bach, interpretada en un clavecín por Sterling Smith. La letra de la canción, en parte escrita por Al Jardine, es un homenaje a su esposa Lynda Jardine. Después de su divorcio, la canción fue reescrita como "Lady Liberty", en referencia a la Estatua de la Libertad. La idea de usar una melodía de Bach fue de Ron Altbach, la letra ya la tenía Jardine, según él, tardaron un año para terminar la canción.

## Sencillo
Fue publicada en sencillo junto a "Full Sail" como lado B. Este sencillo no entró en listas en Estados Unidos, pero sorprendentemente fue un éxito en el Reino Unido llegando al puesto n.º 6.

## Publicaciones
La canción "Lady Lynda" apareció en L.A. (Light Album) de 1979, fue publicada en el álbum doble de compilación Ten Years of Harmony de 1981, este álbum cuenta con canciones en vivo y diferentes versiones, aparte fue compilada en The Very Best of The Beach Boys de 2001 y en el álbum británico Platinum Collection: Sounds of Summer Edition de 2005.

### En vivo
"Lady Lynda" fue interpretada en vivo en el álbum grabado en el Reino Unido Good Timin': Live at Knebworth England 1980, publicado recién en 2002.